# روش سوئیسی

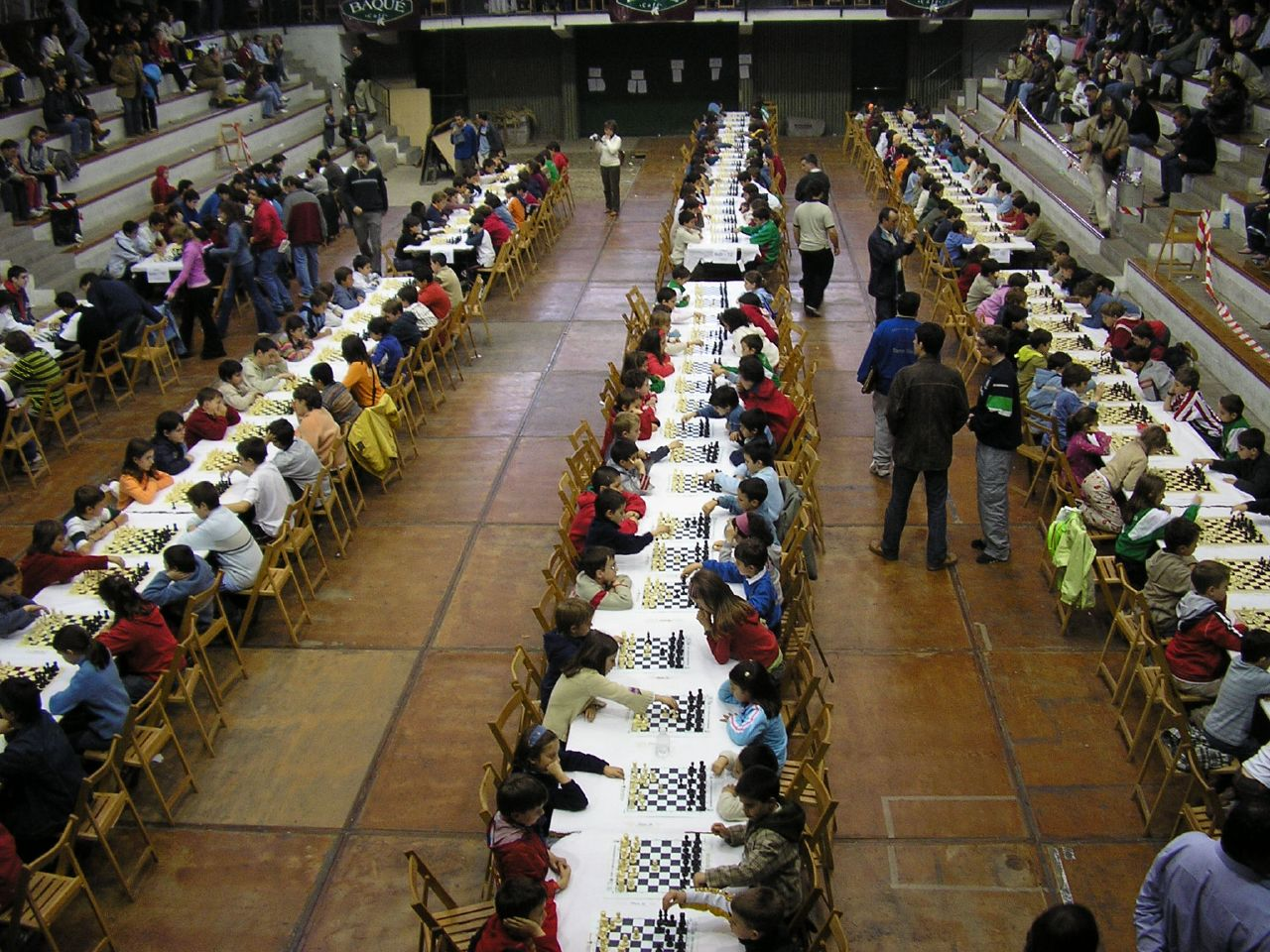
مسابقات شطرنج اسپانیا

روش سوئیسی نوعی از سیستم رقابتی در ورزش است که اولین بار در سال ۱۸۹۵ میلادی در رقابت‌های شطرنجی که در زوریخ سوئیس برگزار می شد به کار گرفته شد و از آن زمان به همین نام نامیده شد.
این روش مخصوص رقابت‌هایی است که تعداد شرکت کنندگان زیاد است اما برگزار کنندگان تمایلی ندارند از روش حذفی استفاده کنند و از طرفی به‌کارگیری روش دوره‌ای مستلزم صرف وقت و هزینه سنگینی است. بنابراین در روش سوئیسی مسابقات به صورت دوره‌ای اما در چند دوره محدود (مثلاً ۷ دوره) مابین شرکت کنندگان صورت می پذیرد و قهرمان نهایی رقابت‌ها شرکت‌کننده‌ای است که بالاترین امتیاز را در میان سایرین کسب کرده باشد.
فرمول و چیدمان طرز مصاف بازیکنان با یکدیگر از قبل تعیین می‌شود و معمولاً تابع قوانین زیر است:

هیچ گاه دو بازیکن دو بار با هم مسابقه نمی‌دهند.

جدول بازی‌ها حتی الامکان طوری چیده می‌شود که در هر دور بازیکنان هم امتیاز با یکدیگر روبرو شوند.
بدیهی است که برای دست یافتن به دقیق‌ترین نتیجه در مورد تشخیص فرد قهرمان باید دورهای بیشتری برگزار شود، اما معمولاً تعداد دورهای مسابقه به ندرت از ۷ یا ۱۳ دور بیشتر است.